# Celso Golmayo Torriente
Celso (Celsito) Golmayo y de la Torriente (* 1879 in Havanna; † 22. Januar 1924 in Sevilla) war ein kubanisch-spanischer Schachmeister.
Er war der Sohn von Celso Golmayo y Zúpide und der Bruder von Manuel Golmayo y de la Torriente.
Celsito Golmayo gewann als 18-Jähriger im Jahr 1897 in Havanna die Kubanische Meisterschaft nach einem Stichkampf gegen Andrés Clemente Vázquez. In diesem Turnier wurde Enrique Ostolaza Dritter, Juan Corzo Vierter und Manuel Golmayo Fünfter. Golmayos Turniersieg in solch jugendlichem Alter war seinerzeit ungewöhnlich, da Jugendliche im 19. Jahrhundert höchst selten nationale Meisterschaften gewannen.